# Svendborg
Svendborg (Schwimbourg en français) est une commune du Danemark de la région du Danemark-du-Sud, au sud-est de la Fionie, issue de la réforme communale de 2007. 
Elle est le résultat du rassemblement des trois anciennes communes d’Egebjerg, Gudme et Svendborg. Elle comptait 59 191 habitants en 2022, pour une superficie de 417 km2.

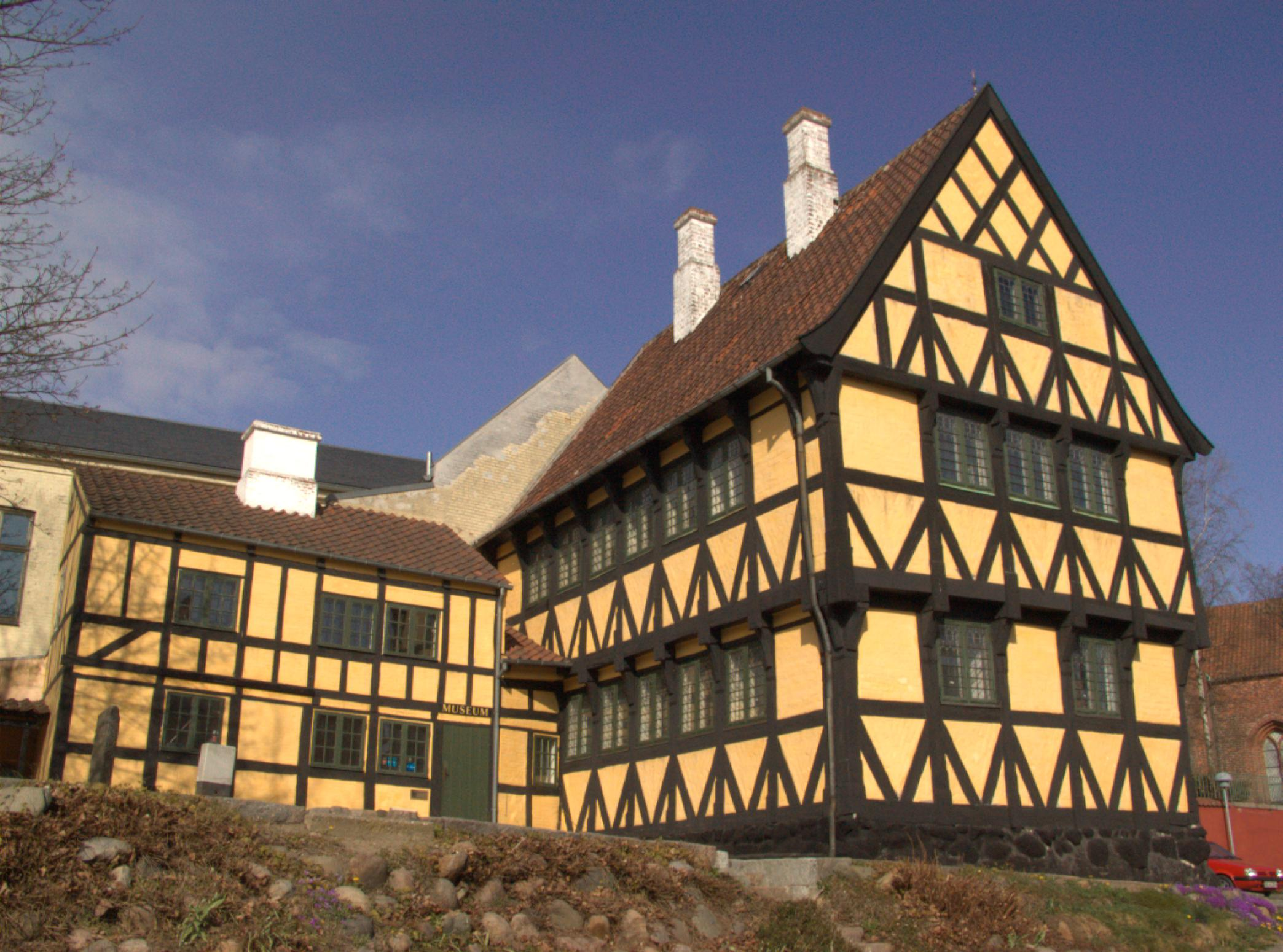
Anne Hvides Gaard, le musée de la ville

La ville de Svendborg proprement dit est localisée au niveau du détroit qui sépare l'île de Fionie de celle de Tåsinge, lequel est traversée par un pont situé à l'ouest de ville.
Avec 27 300 habitants (2022), elle est la seconde plus grande localité de Fionie après Odense,
A.P. Møller-Mærsk, la plus grande entreprise du Danemark, et principal armateur de porte-conteneurs au monde y fut fondée en 1904.
Bertolt Brecht s'y installe en 1933.